# メトディオス (スラヴの（亜）使徒)
メトディオス（ギリシャ語: Μεθόδιος, ラテン文字転写: Methódios, ラテン語: Methodius、815年 - 885年4月6日）は、9世紀の東ローマ帝国の知識人、キリスト教の聖職者、モラヴィアの主教（司教）である。メトディウス（ラテン語形）、メフォディ（スラヴ諸語形）とも表記する。中世以降のギリシャ語ではメソディオス。
「キリル文字」で知られるキュリロスの兄にあたる。正教会・カトリック教会・聖公会・ルーテル教会で聖人。
キュリロスとともにスラヴ地方にキリスト教をはじめて伝えた。キュリロスの補助を得ながら、教会スラヴ語への聖書の翻訳に従事した。そのためキュリロスとともに「スラブの（亜）使徒」と称され、スラヴ圏のキリスト教会では篤く崇敬される。

## 生涯
東ローマ帝国のテサロニケ（テッサロニキ）の軍人の家庭に生まれた。彼の生涯が転機を迎えるのは、862年のことである。モラヴィア王国のラスチスラフが東ローマ帝国にキリスト教伝道師の派遣を求めてきたのである。当時、モラヴィアは外交政策上キリスト教国への接近を図っていた。ラスチスラフは、フランク王国の後ろ盾で即位した後、その影響力を脱したいと考えていた。そこで、フランク王国に属するザルツブルクの大司教から送られた宣教師を追放し、コンスタンティノポリスへ接近を図ったのである。この複雑な事情は、のちにメトディオス・キュリロス兄弟の伝道にも陰を落とすことになる。そして、帝国は、文献学者また神学者として著名であった「哲学者」コンスタンティノス、修道名キュリロスと、その兄メトディオスをモラヴィアへ派遣した。
宣教のためふたりは聖書と典礼書の翻訳を行った。彼らには現地語による伝道が必要だという強い信念があったのである。当時、スラヴ語には文字がなく、キュリロスは当時使われていたギリシア文字アンシャル体に基づきグラゴール文字を作り出した。聖書の翻訳がどのような順序で行われたか、また兄弟のどちらがどの箇所を担当したのかは正確なことは不明であるが、おそらく最初に新約聖書と詩篇の翻訳が行われ、旧約聖書の他の部分が翻訳された。
ザルツブルク大司教配下の宣教師との争いが続き、その調停のため、二人は867年ローマに招かれた。西方の宣教師たちは、ラテン語かギリシア語だけが典礼言語として使われるべきだとも主張し、ふたりの翻訳を典礼を汚すものであると非難していた。868年二人が弟子を伴ってローマに到着すると、教皇アドリアヌス2世以下、ローマの人々は二人を歓待し、また二人の学識と温雅さに深い感銘を受けた。教皇は二人の立場を支持し、教会スラブ語による典礼を公式に認め、また二人のモラヴィア伝道を認めた。ローマ滞在中の869年2月にキュリロスは病没した。
ローマからスラブ地域へ帰ったメトディオスと弟子たちは、未訳だった典礼書の翻訳を進め、また伝道を行った。しかし政治的状況が変化し、彼らを招いたラスチスラフが甥により王位を追われたため、モラヴィアには帰らず、パンノニアで活動した。しかし、パンノニアもまた当時はザルツブルク大司教の管轄地であり（ザルツブルク大司教がパンノニア司教を兼任）、彼らの活動はドイツ人宣教師との間に緊張をもたらした。メトディオスはローマに支援を求め、その結果シルミウム大司教に任じられた。「パンノニア司教」は廃止され、メトディオスの地位が確立したのである。ヨハネス8世の879年の手紙によれば、メトディオスは「モラヴィア・パンノニア・セルビアの大司教」に任命されている。
しかし大主教に任じられた後も、メトディオスとラテン典礼を奉じるドイツ系聖職者またその後ろ盾である東フランク王国の緊張が続いた。彼らはラテン語典礼に固執し、スラヴ語典礼を禁止しようとした。メトディオスは2年半の間投獄され、大司教の座を追われたことすらあった。緊張関係のひとつの原因にはフィリオクェ問題があった。フランク王国は「フィリオクェ」の句をニカイア・コンスタンティノポリス信条に付け加えていたが、ギリシア人であるメトディオスにはそのような改変を受け入れる余地がなかった。ローマでは、この当時まだ「フィリオクェ」は付加されておらず、従ってメトディオスはローマの支持を簡単に取り付けることが出来た。しかしヨハネス8世が882年に死亡すると、メトディオスの地位は極めて不安定なものとなった。『メトディオス伝』は、メトディオスが事態の打開を求め、コンスタンティノポリスに皇帝の保護を求めて赴いたと伝えている。
とはいえ決定的な事態は彼の死亡まで起こらなかった。885年にメトディオスが死亡すると、彼が後継者に指名したゴラヅは教皇ステファヌス5世から承認されず、ゴラヅを含め彼の弟子たちはモラヴィアから追放された。以後モラヴィアは現在にいたるまでラテン教会に帰属している。メトディオスの弟子たちは、隣国のブルガリア帝国に移り、宣教を続けた。その中にオフリドのクリメントがいる。

## 崇敬
メトディオスは、弟キュリロスとともに、早くから正教会の聖人とされた。19世紀に、カトリックの聖人としても列聖された。スロバキアで1993年から2009年のユーロ導入まで流通していた50コルナ紙幣に、キュリロスと共に肖像が使用されていた。